# Lauren Price
Lauren Louise Price (ur. 25 czerwca 1994 r. w Caerphilly) – walijska bokserka, złota i brązowa medalistka mistrzostw świata, trzykrotna brązowa medalistka mistrzostw Europy, złota medalistka igrzysk europejskich, złota i brązowa medalistka Igrzysk Wspólnoty Narodów. Występowała w kategoriach od 64 do 75 kg.

## Kariera
Czterokrotnie była mistrzynią świata w kick-boxingu. W przeszłości grała również w piłkę nożną. Przygodę miała także w taekwondo, ale zrezygnowała z powodu dalekiej odległości od rodziny.
Boks zaczęła uprawiać w 2010 roku.
W 2011 roku podczas mistrzostw Europy w Rotterdamie zdobyła brązowy medal w kategorii do 69 kg, przegrywając w półfinale z Ukrainką Mariją Baduliną. Na Igrzyskach Wspólnoty Narodów w 2014 roku w Glasgow wygrała brązowy medal w kategorii do 75 kg. W półfinale przegrała z Kanadyjką Arianą Fortin. Została pierwszą Walijką w historii, która zdobyła medal na tych igrzyskach. Dwa lata później na mistrzostwach Europy w Sofii ponownie zdobyła brąz, tym razem w kategorii do 75 kg. W półfinale uległa Angielce Natashy Gale, która wygrała finał.
W 2018 roku podczas Igrzysk Wspólnoty Narodów w Gold Coast zdobyła złoty medal, wygrywając w finale z Caitlin Parker z Australii. Została tym samym pierwszą reprezentantką Walii w boksie, która tego dokonała. Dwa miesiące później w czerwcu zdobyła brązowy medal na mistrzostwach Europy w Sofii. W półfinale przegrała z Ukrainką Mariją Borucą 2:3. Wcześniej w półfinale pokonała Ionelę Nane z Rumunii. W listopadzie zdobyła brązowy medal na mistrzostwach świata rozegranych w Nowym Delhi. W ćwierćfinale pokonała Elżbietę Wójcik 3:2, lecz w półfinale przegrała takim samym wynikiem z Holenderką Nouchką Fontijn.
Następnego roku zdobyła złoty medal na igrzyskach europejskich w Mińsku. W finale pokonała Holenderkę Nouchkę Fontijn. W październiku została mistrzynią świata w Ułan Ude w kategorii do 75 kg. W decydującej walce przegrała początkowo 2:3 z Holenderką Nouchką Fontijn, jednak po odwołaniu zmieniono decyzję i ostatecznie zwyciężyła Walijka.